# Холмск
Холмск (рус. Холмск) град је у Русији у Сахалинској области.

## Становништво
| 1959.  | 1970.  | 1979.  | 1989.  | 2002.  | 2010.  |
| ------ | ------ | ------ | ------ | ------ | ------ |
| 31.541 | 37.412 | 45.158 | 51.381 | 35.141 | 30.937 |